# Peter Prifti
Peter Ralph Prifti (ur. 24 listopada 1924 we wsi Rehova, zm. 17 sierpnia 2010 w San Diego) – albańsko-amerykański filozof i albanista, profesor.

## Życiorys
W wieku 16 lat przybył do w Filadelfii. W 1944 roku ukończył szkołę średnią, następnie kształcił się na Uniwersytecie Stanu Pensylwania, a w 1947 roku otrzymał obywatelstwo amerykańskie. W 1955 roku obronił magisterium z zakresu filozofii na Uniwersytecie Pensylwanii, następnie pracował jako redaktor czasopisma Dielli.
Od 1961 do 1976 pracował w Massachusetts Institute of Technology w Cambridge, następnie przez trzy lata współpracował z Wydziałem Lingwistyki Uniwersytetu Kalifornijskiego w San Diego; w wyniku współpracy powstały trzy anglojęzyczne podręczniki do nauki języka albańskiego.

## Książki i prace naukowe[2][1]
- Socialist Albania since 1944 (1978)
- Confrontation in Kosova. The Albanian-Serb struggle, 1969-1999 (1999)
- Remote Albania - the politics of isolation (I wydanie - 1999, II wydanie - 2000)
- Gjuha është organizëm i gjallë (1995)
- Land of Albanians - A crossroads of pain and pride (2002)
- Mozaik shqiptar (2003)

## Życie prywatne
Syn Rafaela. Miał brata Paula, który przybył do Stanów Zjednoczonych w 1938 roku.